# Orionarm

Geobserveerde (doorgetrokken lijnen) en geëxtrapoleerde (stippellijnen) weergave van de spiraalarmen van de Melkweg, Orionarm in oranje

De Orionarm of Lokale arm is een van de kleine spiraalarmen van het Melkwegstelsel. De Orionarm is genoemd naar het sterrenbeeld Orion dat vanaf de Aarde gezien aan de nachtelijke hemel in de richting van deze arm staat. De Orionarm heeft een radius van ongeveer 8000 parsecs, gemeten vanaf het centrum van de Melkweg, en bevindt zich tussen de Sagittariusarm en de Perseusarm. De Melkweg heeft in totaal vier grote en minimaal twee kleinere armen.
In de Orionarm bevindt zich ook de Lokale bel, waarin zich ook het zonnestelsel en de Aarde bevinden.

## Messierobjecten
In de Orionarm zijn een aantal verschillende Messierobjecten te vinden:
- de Vlindercluster (M6)
- de Ptolemaeuscluster (M7)
- Messier 23
- Messier 25
- de Halternevel (M27)
- Messier 29
- Messier 34
- Messier 35
- Messier 39
- Winnecke 4 (M40)
- Messier 41
- de Orionnevel (M42)
- De Mairans nevel (M43)
- de Praesepe (M44)
- het Zevengesternte (M45)
- Messier 46
- Messier 47
- Messier 48
- Messier 50
- de Ringnevel (M57)
- Messier 67
- Messier 73
- de Kleine Halternevel (M76)
- Messier 78
- Messier 93
- de Uilnevel (M97)

Centaurusarm · Cygnusarm · Orionarm · Perseusarm · Sagittariusarm